# 普勒策尔
普勒策尔（德語：Prötzel）是德国勃兰登堡州的市镇，隶属于梅尔基施-奥得兰县。总面积为86.1平方千米，截至2023年12月31日总人口为1,089人。